# Sedlec u Českých Budějovic
Sedlec (deutsch Selz, früher auch Selze) ist eine Gemeinde in Tschechien. Sie liegt sechs Kilometer westlich von Zliv und gehört zum Okres České Budějovice.

## Geographie

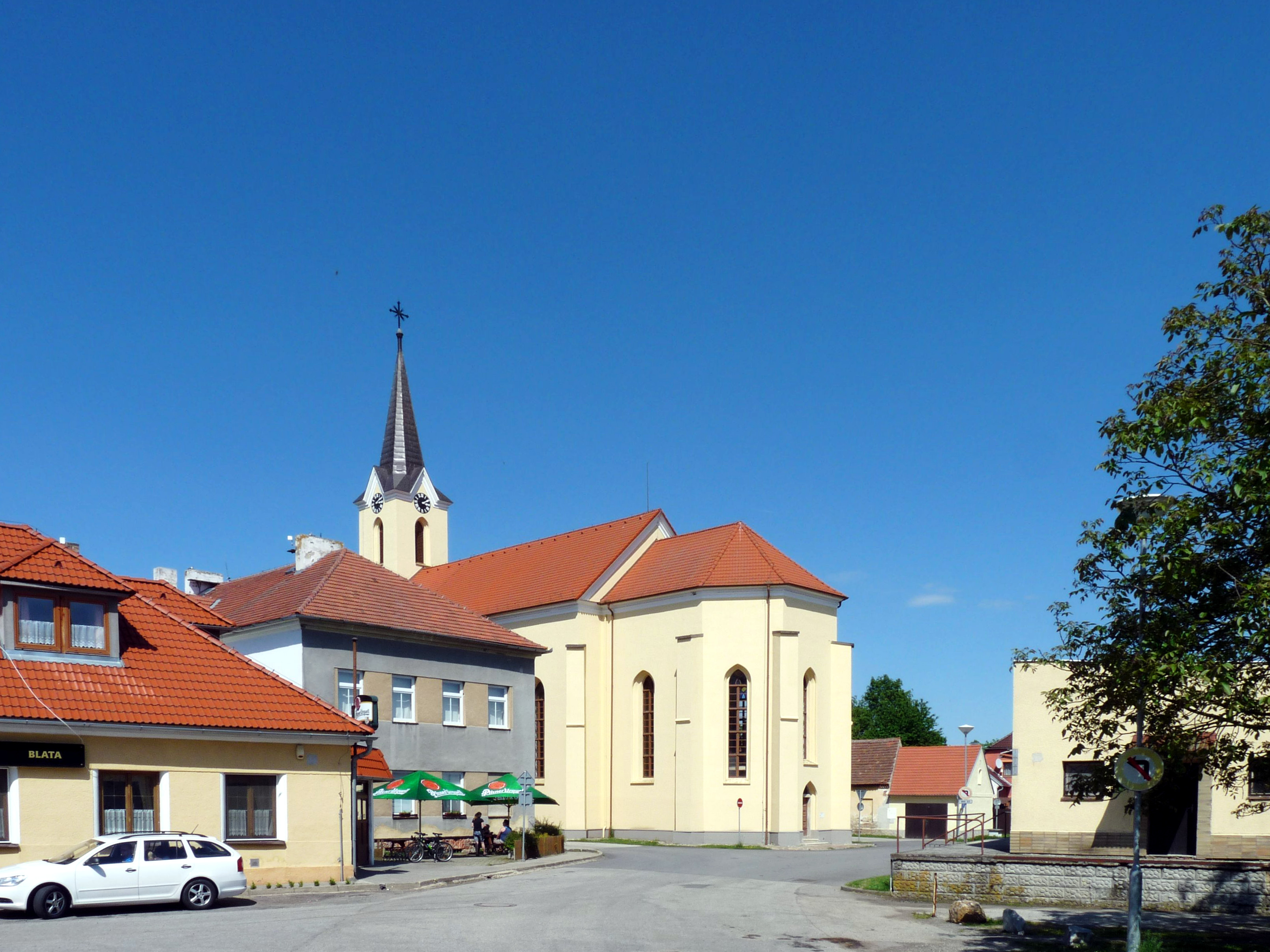
Dorfplatz mit Kirche

Sedlec befindet sich rechtsseitig des Baches Soudný potok in der Zbudovská Blata, einem Teil des Budweiser Beckens. Gegen Norden liegen die Teiche Dvorský rybník und Mlýnský rybník u Sedlce, südöstlich der Volešek, im Süden der Vlhavský rybník im Westen der Hlvatatecký rybník. Südlich erhebt sich der Odměny (419 m) und im Südwesten der Na Štuntpíru (443 m). Am nordöstlichen Ortsrand verläuft die Silnice I/20 (ein Teil der Europastraße 49) zwischen Budweis und Vodňany.
Nachbarorte sind Sedlecký Dvůr, Novosedly und Zbudov im Norden, Mydlovary im Nordosten, Plástovice im Osten, Pištín im Südosten, Vlhlavy und Němčice im Süden, Mahouš und Olšovice im Südwesten, Hlavatce und Podeřiště im Westen sowie Lékařova Lhota, Nová Hospoda und Malovičky im Nordwesten.

## Geschichte
Archäologische Funde belegen eine frühzeitliche Besiedlung des Gemeindegebietes. Darunter sind Werkzeuge aus der Altsteinzeit, die mit einem Alter von 250.000 Jahren zu den ältesten Nachweisen menschlichen Lebens in Südböhmen gehören. Westlich des Dorfes wurde bei Meliorationsarbeiten eine aus 23 Objekten bestehende gut erhaltene vorzeitliche Siedlungsstätte aufgefunden, die während der späten Hallstattzeit, Latènezeit, jüngeren Römerzeit und der jüngeren Burgwallzeit bis ins 12. Jahrhundert bewohnt war. Die freigelegten zwölf Wohnhütten waren zum Teil in den felsigen Untergrund eingelassen und hatten Abmessungen von sechs mal vier Metern. Durch das Archäologische Institut Plzeň der ČSAV wurden u. a. Reste römischer Keramik und eines Knochenkammes sowie Schlacken aus der Eisengewinnung ausgegraben. Die Siedlung ist im Budweiser Becken einzigartig.
Die erste schriftliche Erwähnung der Feste Sedlec erfolgte im Jahre 1394 als Besitz der Brüder Albrecht und Mstich von Sedlec. Zu den nachfolgenden Besitzern gehörte u. a. Jan Řitka von Sedlec, ein Anhänger der Hussiten und während der Hussitenkriege Herr auf Prachatice. Später nannte sich das Geschlecht Sedletzky von Dub (Sedlečtí od Dubu). König Vladislav II. Jagiello gewährte Sedlec und acht weiteren Dörfern der Blata wegen der unfruchtbaren Böden besondere Privilegien.
In der Mitte des 16. Jahrhunderts kaufte Wilhelm von Rosenberg die Feste Sedlec mit dem Hof, der Brauerei und der Mälzerei und schloss sie 1563 an die Herrschaft Libiegowitz an. Im Jahre 1564 ließ der Verwalter der Rosenberger Güter, Jakob Krčín von Jelčany, die nicht mehr benötigte Feste abbrechen. Nachdem Adam II. von Neuhaus die Privilegien der nach Frauenberg untertänigen Dörfer der Vladislavská blata durch Erhebung des Waisengeldes beschnitt, kam es im April 1581 zu einer offenen Rebellion in der Blata, die blutig niedergeschlagen wurde. Nach dem Tod von Peter Wok von Rosenberg erbte 1611 zunächst sein Neffe Johann Zrinski von Seryn die Herrschaften Libějovice und Rosenberg. Als dieser 1612 verstarb, fiel das Erbe an Johann Georg von Schwanberg. Nach der Schlacht am Weißen Berg wurden die Güter des Peter von Schwanberg durch Kaiser Ferdinand II. konfisziert, der sie 1620 seinem Feldmarschall Charles Bonaventure de Longueval überließ. Im Jahre 1784 wurde in einer strohgedeckten Chaluppe, die auch als Wohnung für den Lokalisten diente, eine Lokalkirche der Pfarre Němčice eingerichtet. 1801 verkaufte Johann Joseph von Buquoy die Allodialherrschaft Libějovice mit allem Zubehör an den Reichsfürsten Joseph II. zu Schwarzenberg. Nachdem die Bewohner des Dorfes mit Verweis auf ihre alten Privilegien die Zug- und Handarbeit für den Bau einer ordentlichen Kirche und Lokalie verweigerten, wurde die Lokalkirche im Jahre 1802 wieder aufgehoben. Zu Beginn des 19. Jahrhunderts entstand an der Budweiser Kaiserstraße eine kleine Kolonie jüdischer Handwerker und Händler. Im Jahre 1835 bestand Selz bzw. Selze aus 32 Häusern mit 187 Einwohnern; darunter waren auch die vier Israelitischen Häuser, in denen vier Familien lebten. Dem Dorf gegenüber befand sich auf der anderen Seite des Altbaches der herrschaftliche Meierhof (Sedlecký Dvůr); außerdem bestanden eine Mühle mit Brettsäge, eine Schule, ein Wirtshaus, eine herrschaftliche Fischknechtswohnung und eine Oberdrescherwohnung. Pfarrort war Němčice. Bis zur Mitte des 19. Jahrhunderts blieb Selz zu der den Fürsten Schwarzenberg gehörigen Allodialherrschaft Libiegowitz untertänig.
Nach der Aufhebung der Patrimonialherrschaften bildete Sedlec/Selz ab 1850 eine Gemeinde in der Bezirkshauptmannschaft Prachatice/Prachatitz. Im Jahre 1910 hatte Sedlec/Selz 216 tschechischsprachige Einwohner. Die jüdische Kolonie war in der Zwischenkriegszeit auf über 20 Personen angewachsen. Nach dem Münchner Abkommen und der daraus resultierenden Abtrennung des Bezirks Prachatitz verblieb Sedlec 1938 bei der „Resttschechei“ und wurde dem Bezirk Písek zugeschlagen. Während der deutschen Besetzung wurden fast alle Bewohner der jüdischen Kolonie in Vernichtungslagern ermordet. 1943 erfolgte die Eingemeindung von Hlavatce. Diese wurde nach dem Ende des Zweiten Weltkrieges im Jahre 1945 aufgehoben und die Gemeinde zunächst wieder dem Okres Prachatice zugeordnet. 1948 wurde Sedlec Teil des neu gebildeten Okres Vodňany, der 1960 wieder aufgehoben wurde. Mit Beginn des Jahres 1961 erfolgte die Eingemeindung von Hlavatce, Lékařova Lhota, Plátovice und Vlhlavy (mit Malé Chrášťany); zugleich wurde die Gemeinde dem Okres České Budějovice zugeschlagen. Im Ortsteil Sedlec wurden in den 1980er Jahren etliche der typischen Blata-Häuser abgerissen, so dass nur noch eines aus dem Jahre 1832 erhalten blieb. Nach einem Referendum löste sich Hlavatce am 24. November 1990 wieder los und bildet seither eine eigene Gemeinde. Die Ortsteile Malé Chrášťany und Plástovice wurden 1995 zu dörflichen Denkmalschutzgebieten erklärt.

## Gemeindegliederung
Die Gemeinde Sedlec besteht aus den Ortsteilen Lékařova Lhota (Bader Lhota), Malé Chrášťany (Klein Groschum), Plástovice (Plastowitz), Sedlec (Selz) und Vlhlavy (Wyhlaw), die zugleich auch Katastralbezirke bilden. Zu Sedlec gehören außerdem die Wohnplätze Nová Hospoda (Neu Wirtshaus) und Sedlecký Dvůr (Selzer Hof).

## Bevölkerungsentwicklung
| Jahr      | 1869 | 1880 | 1890 | 1900 | 1910 | 1921 | 1930 | 1950 | 1961 | 1970 | 1980 | 1991 | 2001 | 2011 | 2021 |
| --------- | ---- | ---- | ---- | ---- | ---- | ---- | ---- | ---- | ---- | ---- | ---- | ---- | ---- | ---- | ---- |
| Einwohner | 957  | 990  | 924  | 896  | 913  | 878  | 764  | 575  | 487  | 482  | 377  | 383  | 446  | 482  | 523  |

## Sehenswürdigkeiten
- Neogotische Pfarrkirche des hl. Johannes von Nepomuk, errichtet 1860–1868
- Friedhof, angelegt auf dem Standort der Feste
- Barocke Nischenkapelle der hl. Dreifaltigkeit, südöstlich des Dorfes, sie entstand in der zweiten Hälfte des 18. Jahrhunderts
- Gehöfte im Blata-Stil des südböhmischen Bauernbarocks mit großen Giebeln